# Joachim Fritsche
Joachim Fritsche (Delitzsch, 28 ottobre 1951) è un ex calciatore tedesco orientale, dal 1990 tedesco, di ruolo difensore.

## Carriera

### Club
Difensore, iniziò la carriera nel 1968 con la Lokomotive Lipsia e nel 1982 approdò al Chemie Böhlen, dove terminò la carriera nel 1985.

### Nazionale
Con la Germania Est conta 14 presenze fatte tra il 1973 e il 1977. Partecipò al campionato del mondo 1974.

## Palmarès
- Coppa della Germania Est: 2

1976, 1981